# 川端義雄
川端 義雄（かわばた よしお、1943年1月17日 - ）は、北海道出身の元騎手・調教助手。

## 経歴

### 1960年代
1967年3月4日に中京・諏訪佐市厩舎からデビューし、同4日の中京第2競走4歳未勝利・サクセンエース（7頭中5着）で初騎乗を果たすと、翌5日の中京第6競走4歳以上オープン・セングンで初勝利を挙げる。
7月2日の阪神では初の1日3勝を挙げ、同日の第11競走5歳以上150万下では14頭中14番人気のカレントグローリで勝利。
同22日の中京で初の1日2勝、10月14日・15日の京都では初の2日連続勝利を記録。
重賞でもマンジユで京都牝馬特別・愛知杯2着、阪神牝馬特別3着に入り、京都牝馬特別と阪神牝馬特別ではワカクモ・シーエースの桜花賞馬2頭に先着 した。
ギンオーザではタマツバキ記念2着を経て、読売カップ（秋）で人馬共に重賞初勝利 を挙げる。
1年目の1967年から2桁勝利で20勝台となる20勝をマークすると、同年には中央競馬関西放送記者クラブ賞を受賞し、1973年まで7年連続2桁勝利を記録。
3年目の1969年には栗東・高橋直厩舎に移籍し、ランドエースで鳴尾記念3着を経て、京都記念（秋）でサラ系重賞初勝利と同時に2年ぶりの重賞勝利を挙げ、勝利数も2年ぶりの20勝台で自己最多となる24勝をマーク。

### 1970年代
1970年にはランドエースで京都記念（春）3着、二冠馬のタニノムーティエが大敗した朝日チャレンジカップ2着、続くハリウッドターフクラブ賞でもスピーデーワンダー・スピードシンボリ・リキエイカンを抑えて2着に入った。
1971年からはテスコボーイの初年度産駒でサラブレッド系種のランドプリンスの主戦騎手を務め、デビューから引退までの全21戦に騎乗。
1972年には年明け4連勝で東上し、京成杯で7頭中6番人気ながらヒデハヤテの2着、東京のオープン、弥生賞では共にロングエースの2着と堅実な成績を挙げる 。
ヒデハヤテ引退後のクラシックではロングエース・タイテエムと「関西三強」を形成し、皐月賞では3番人気に支持される。参考に見た前走のビデオではイシノヒカルが強いと思い、レースでは3、4コーナーは内を通って引きつけ、坂を上がってからという郷原洋行のアドバイスを意識して騎乗。逃げるトルーエクスプレスを追ってロングエース・タイテエムが互いに牽制する展開になったが、ランドプリンスは後ろのインで流れに乗り、3、4コーナーで大外から全馬をまくって先頭に並びかけたイシノヒカルをゴール前で1/2馬身差し返し優勝。
東京優駿ではタイテエムだけをマークしたが、スローペースから少しピッチが上がった4コーナー手前で後方から動き出し、一気に先団に取り付くと、坂下で3頭が揃う。何となく押し出されるように来て、坂を上がってからは一番先に手が動く。ゴール前で鼻面を揃える追い合いを演じたが、調子が落ちていたことから内に刺さるところを見せる。3頭が並んでいて真っ直ぐ走ることだけに神経を遣ってしまい、結局は追えない状態のまま、ロングエースにクビ差及ばず2着に終わった。
神戸新聞杯ではタイテエムとマッチレースのような競り合いに終始し、2000m2分0秒5のレコードで他馬を大きく離して2着、京都新聞杯では道悪でタイテエム以上に期待されるもやや不振の4着、本番の菊花賞でもイシノヒカル・タイテエムに先着を許す4着に敗れた。
1972年は芸能プロモーターの古川益雄が所有する九州産馬のアングロアラブ・ジャズでアラブ大賞典（春）を制したほか、60kgを背負った読売カップ（秋）では2分3秒5のレコードで制し、同年の優駿賞最優秀アラブを獲得。
1974年には義理の弟の出口隆義が諏訪厩舎からデビューするが、自身は初の1桁となる7勝に終わる。
1975年も9勝に終わるが、1976年から1979年には4年連続2桁勝利を記録。
1976年にはロードカップで日本経済新春杯をロングホークの3着とし、中京記念では4年ぶりの重賞勝利を挙げる。同年の第1回エリザベス女王杯ではメイショウグリーンでシービークインを抑えて関西馬最先着の6着に入ったが、馬主の松本好雄が高橋厩舎を訪問した際は一緒に茶を飲みながら話した。

### 1980年代
1980年は自己最低の4勝に終わったが、フリーに転向した1981年から1984年には再び4年連続2桁勝利を記録。
1982年にはタマツバキ記念・バッファハーバーで6年ぶりの重賞勝利を挙げ、10年ぶりで最後の20勝台となる21勝をマーク。
1983年には中京記念で関東馬アローボヘミアンに安田隆行に替わって騎乗し、エリモローラ・フジマドンナ・オペックホースを抑えて同レース2勝目を挙げる。ロングエース産駒のワイドオーでは京都4歳特別を制し、暮れの愛知杯でアローボヘミアンとアタマ差2着。CBC賞ではバンブーハンターでニホンピロウイナー・ハッピープログレスに次ぐ3着に入った。
1984年には金杯（西）をワイドオーでロンググレイスの2着に入り、自身最後の2桁となる13勝をマーク。
1987年5月30日の阪神第6競走4歳400万下では武豊の初勝利馬ダイナビショップに騎乗し、新馬戦でタマモクロスを破っていたアイチマツシマに3馬身付けて逃げ切ったのが最後の勝利となり、翌31日の阪神第8競走4歳以上400万下・ヤングシバオー（14頭中4着）を最後に引退。
引退後は調教助手。

## 騎手成績
| 通算成績 | 1着 | 2着 | 3着 | 4着以下 | 出走回数 | 勝率 | 連対率 |
| -------- | --- | --- | --- | ------- | -------- | ---- | ------ |
| 平地     | 289 | 281 | 281 | 2073    | 2942     | .098 | .194   |
| 障害     | 7   | 4   | 7   | 15      | 33       | .212 | .333   |
| 計       | 296 | 285 | 288 | 2106    | 2975     | .099 | .195   |

主な騎乗馬
- ギンオーザ（1967年読売カップ (秋)）
- ランドエース（1969年京都記念 (秋)）
- ジャズ（1972年アラブ大賞典 (春)・読売カップ (秋)）
- ランドプリンス（1972年皐月賞）
- ロードカップ（1976年中京記念）
- バッファバーバー（1982年タマツバキ記念）
- アローボヘミアン（1983年中京記念）
- ワイドオー（1983年京都4歳特別）